# Фестиваль советско-индийской дружбы

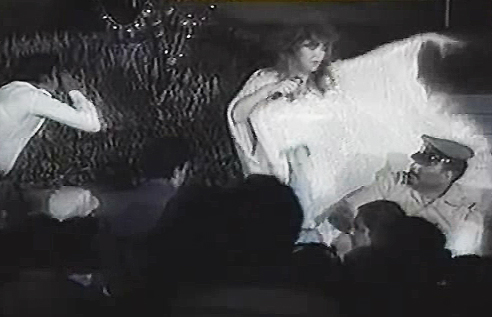
А. Пугачёва на стадионе в Дели 1987. Открытие фестиваля СССР в Индии.

Значок Фестиваля советско-индийской дружбы

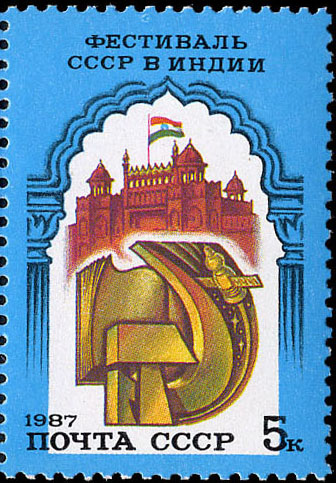
Почтовая марка Фестиваля советско-индийской дружбы с изображением Красного форта в Дели

Фестиваль советско-индийской дружбы («Фестиваль СССР в Индии») состоялся в 1987—1988 годах по инициативе Михаила Горбачёва и Раджива Ганди в многочисленных регионах СССР и Индии.

## Открытие фестиваля
3 июля 1987 года Михаил Горбачёв и Раджив Ганди открывают фестиваль советско-индийской дружбы в Кремле, при скоплении москвичей, зарубежных гостей, прессы и ТВ. После этого торжество переносится в спортивный комплекс «Лужники».

А уже 21 ноября 1987 фестиваль открывается в Индии ошеломляющим зрелищем на арене переполненного стадиона имени Джавахарлала Неру в Дели, где более полутора тысяч артистов из России выступили перед аудиторией около 130.000 человек. Это шоу транслировалось крупнейшими телекомпаниями мира.

После церемонии открытия в столице Индии, десятки коллективов дали концерты по всей территории Индии. В том числе труппы Большого театра Союза ССР и Ленинградского театра оперы и балета имени С. М. Кирова, Государственный академический ансамбль народного танца СССР п/р И. Моисеева «Березка», Московский «Балет на льду», группы «Синяя птица», «Красные Маки», «Самоцветы», А. Пугачева, В. Леонтьев, Т. Мяги, С. Ротару, И. Кобзон, Джаз-оркестр п/у О. Лундстрема и другие. В то же время, индийские деятели искусств выступали в городах России в течение многих месяцев.

## Значение фестиваля
Фестиваль длился около 2-х лет, по году в каждой стране, в течение которых происходили важные международные конференции и встречи между представителями науки и культуры обеих стран, шоу и концерты. В России на выставках классическое индийское искусство было представлено произведениями, начиная с III тысячелетия до нашей эры. В рамках фестиваля проходил и фестиваль советских фильмов, состоящий из 8 циклов. Киноленты демонстрировались в 23 городах Индии. Как отмечал вице-президент Общества советско-индийской дружбы Г. М. Печников, возвратившись из Дели после закрытия фестиваля:
Обратите внимание, что даже такие крупнейшие форумы мира, как Международные фестивали молодёжи и студентов, ограничиваются в основном столичными городами. Фестиваль же СССР в Индии доходил, как говорится, до самых глубинок. Концерты и выступления состоялись во всех столицах штатов Индии, в крупных городах и в районных центрах. Участниками фестиваля стали почти 2 тысячи наших артистов, 500 членов молодёжной делегации, свыше 200 спортсменов… Фестиваль Индии в СССР охватил практически все сферы человеческой деятельности, не ограничившись лишь культурой и искусством…